# Suctobelbella sarekensis
Suctobelbella sarekensis är en kvalsterart som först beskrevs av Forsslund 1941.  Suctobelbella sarekensis ingår i släktet Suctobelbella och familjen Suctobelbidae. Inga underarter finns listade i Catalogue of Life.